# DDT
DDT là tên viết tắt của hoá chất Dichloro-Diphenyl-Trichloroethane là một chất hữu cơ cao phân tử tổng hợp, có chứa chlor, ở dạng bột có màu trắng, mùi đặc trưng, không tan trong nước. DDT đã từng được sử dụng như là một loại thuốc kỳ diệu để diệt trừ côn trùng gây hại, là giải pháp đơn giản và rẻ để tiêu diệt rất hiệu quả sâu hại mùa màng góp phần nâng cao năng suất và diệt nhiều côn trùng gây dịch cho người như chấy, rận, muỗi.

## Lược sử
DDT được tổng hợp lần đầu tiên vào năm 1874 bởi nhà hóa học người Áo Othmar Zeidler. Nhưng người phát hiện ra công dụng trừ sâu của DDT là nhà hoá học nổi tiếng người Thuỵ Sỹ Paul Hermann Müller. Công trình nghiên cứu về hoá chất này của ông công bố năm 1939 đã đem lại cho ông giải Nobel Sinh lý và Y khoa năm 1948, sau khi chất này là một trong những hóa chất đầu tiên được sử dụng rộng rãi để trừ sâu rất hiệu nghiệm, góp phần hạn chế 30% tổn thất mùa màng do sâu hại và ngăn chặn nhiều bệnh dịch nguy hiểm trong quân đội vào thời gian Chiến tranh thế giới thứ hai.
Tuy nhiên, sau đó ít lâu, tác động nguy hiểm của DDT đến con người và môi trường ngày càng được phát hiện nhiều:
- DDT có độ bền vững và độc tính rất cao, rất lâu bị phân huỷ trong môi trường tự nhiên. Chính vì lí do này, mà DDT dễ lan theo nguồn nước, đi vào các chuỗi thức ăn, rồi tích luỹ ở các động vật trong chuỗi thức ăn đó và  truyền đi rất xa nơi sử dụng. Sau hàng chục năm cấm sử dụng chất này, mà hệ động vật Bắc cực và Nam cực vẫn bị nhiễm DDT quá ngưỡng cho phép, nhất là ở các loài chim cánh cụt.[4][5]
- Trong cơ thể người và động vật, DDT nhanh chóng bị phân hủy theo con đường sinh học thành DDE (dichlorodiphenyldichloroethylene) là chất có độc tính cao hơn cả DDT, gây rối loạn thần kinh ngoại biên, làm tê liệt bộ phận hoặc toàn bộ hệ thần kinh. Trong cơ thể người, DDT tồn tại rất lâu trong mô mỡ, trong tuyến sữa của phụ nữ mang thai và cho con bú.[6] Ở một số loài chim (như hồng hạc), DDT ngăn cản sự hình thành vỏ trứng, nên trứng vỡ trước khi chim con nở.
- Hoá chất này và các dẫn xuất của nó còn gây rối loạn hoocmôn ở người và động vật, và nhất là tác nhân gây đột biến, gây ung thư rất nguy hiểm.[6][7] Các kho chứa DDT bị lãng quên đã là nguồn gây ô nhiễm cho nước ngầm, từ đó đã gây ra "làng ung thư".

Do đó, rất nhiều quốc gia trên thế giới đã cấm sản xuất, dự trữ và sử dụng DDT.

## Ứng dụng
- Sau khi phát hiện hiệu quả diệt côn trùng của DDT vào năm 1940, chất này được coi là một thần dược trong việc bảo vệ thực vật do diệt được nhiều loại côn trùng hại nông phẩm (đặc biệt là nhóm chân đốt), tác dụng gần như ngay lập tức và triệt để trong công cuộc dập tắt nhiều bệnh dịch như sốt rét, sốt phát ban ở nhiều nước.  DDT đã được sản xuất thành sản phẩm dưới rất nhiều hình thức khác nhau, gồm dung dịch trong chưng cất xylen hoặc dầu mỏ, dạng nhũ tương, bột thấm nước, hạt, aerosol v.v dùng cho máy bay phun sương mù trên quy mô rộng lớn; dạng nến khói, dạng dung dịch phun bằng bơm tay, dạng hộp đựng bột như hộp kem và cả dạng bình xịt pha nước thơm dùng phổ biến trong các gia đình để  để xua và diệt gián, muỗi, kiến.
- Từ năm 1950 đến 1980, DDT được sử dụng khoảng hơn 40.000 tấn mỗi năm trên toàn thế giới, ước tính tổng cộng 1,8 triệu tấn đã được sản xuất trên toàn cầu kể từ những năm 1940.[9] Tại Hoa Kỳ, đã có khoảng 15 công ty sản xuất DDT, sản lượng đạt đỉnh vào năm 1963 với 82.000 tấn/năm, doanh thu hơn 600.000 tấn ước chừng 1,35 tỷ bảng Anh.
- DDT còn được sử dụng rộng rãi trong quân đội đồng minh và dân thường ở những vùng chiến sự ác liệt thời Chiến tranh thế giới thứ hai, chẳng hạn trong chiến tranh Triều Tiên để tiêu diệt thành công bệnh "dịch chiến hào" thực chất là dịch sốt vàng da do rận truyền vì điều kiện vệ sinh không đảm bảo được. Tuy vậy, nhiều loài côn trùng đã kháng lại DDT, như vào năm 1957 thì người ta phát hiện giống rận truyền bệnh sốt vàng da đã có khả năng kháng thuốc trên phạm vi toàn cầu, do việc lạm dụng DDT đã tạo áp lực như một quá trình chọn lọc tự nhiên duy trì và tăng cường đột biến kháng thuốc tình cờ xuất hiện ở giống rận này.
- Từ năm 1970, chính phủ Thuỵ Điển chính thức ra điều luật không được sử dụng DDT. Hoa Kỳ đã cấm sử dụng DDT từ năm 1972, sau đó là rất nhiều nước khác.
- Tuy nhiên, vào năm 2009, Tổ chức Y tế Thế giới (WHO) vẫn hỗ trợ việc sử dụng DDT ở những nước châu Phi có bệnh sốt rét phát triển mạnh, với lý do lợi ích của thuốc này vẫn có hơn rủi ro về sức khỏe và ô nhiễm môi trường. Quan điểm này phù hợp với Công ước Stockholm  về  cấm DDT cho tất cả các mục đích sử dụng ngoại trừ kiểm soát sốt rét.[10]

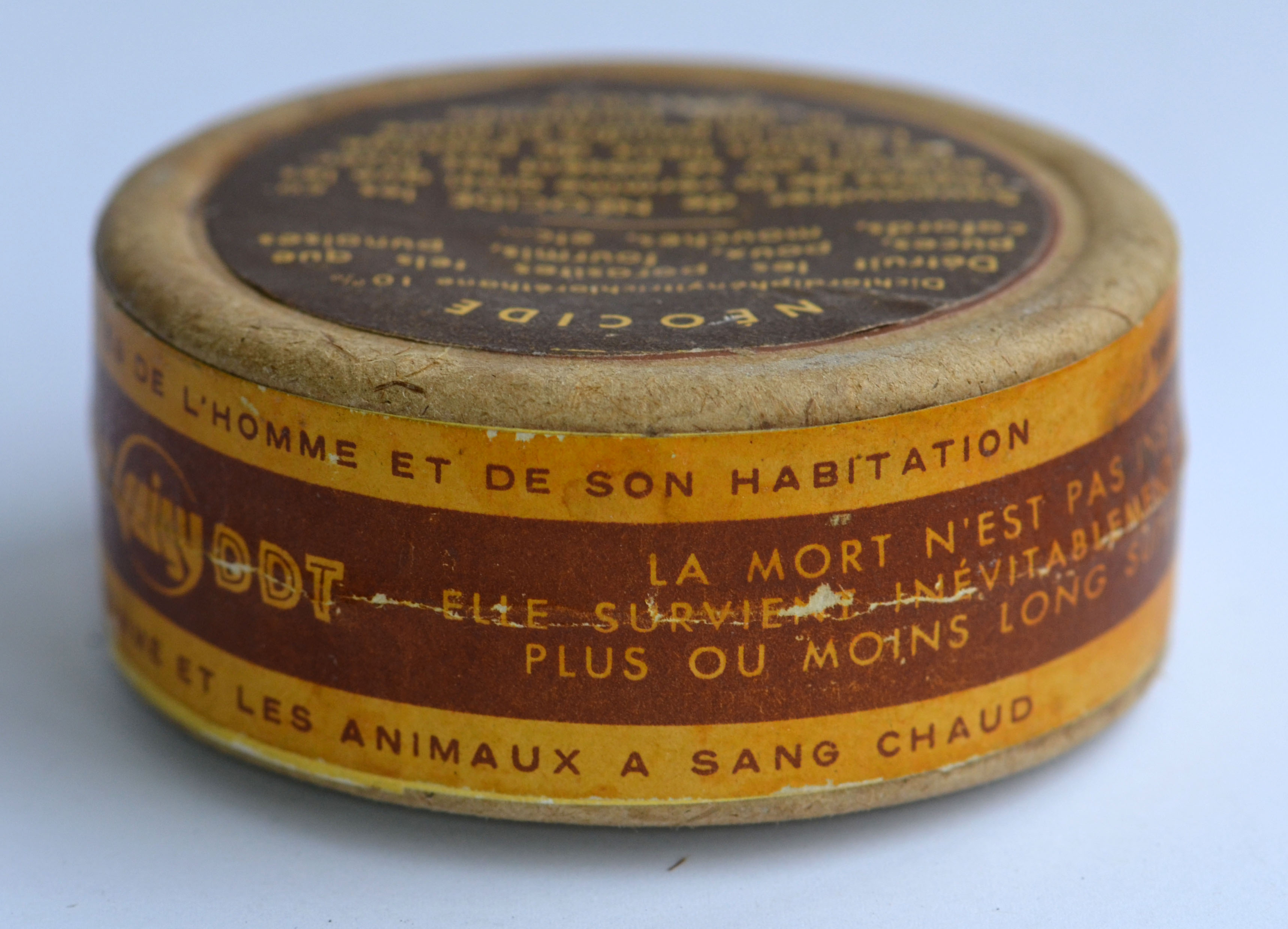
DDT dạng thương phẩm, phổ biến trong những năm 1950, quảng cáo bằng tiếng Pháp, có dòng "vô hại cho người và động vật máu nóng".